# Paulownia elongata
Paulownia elongata es una especie de fanerógama perteneciente a la familia Paulowniaceae.  

## Descripción
Se la usa como árbol forestal en EE. UU. y en China.  Tiene acelerado crecimiento, con 4 o más metros en el primer año.  Las plantaciones comerciales  normalmente se establecen a partir de clones selectos, resultantes  de micropropagación.  Entre cinco a siete años puede llegar a alcanzar el tamaño maderable.  Alcanza la madurez a los 25 años, con  30 m de altura, tronco de 1 m de diámetro, y copa de 12 m de diámetro.
Tiene hojas muy grandes y pubescentes, de más de 6 dm de ancho.  Prospera en un amplio rango de ambientes, si bien no crece bien a grandes altitudes. 

## Usos
- Ornamental de parques y jardines, por sus flores purpúreas y su tolerancia a la sombra.
- Forestal, ya que produce buena madera, si bien algo liviana.
- Genera una enorme cantidad de biomasa anualmente, por lo que es útil para producir biofuel.
- Captura de CO2.

## Taxonomía
Paulownia elongata fue descrita por  Ivan y publicado en Quaterly Journal of the Taiwan Museum 12(1–2): 41, pl. 3. 1959.
Etimología
Paulownia: nombre genérico otorgado en homenaje a la Gran Duquesa Ana Pavlovna de Rusia (1795–1865), hija del Zar Pablo I de Rusia, a la que se dedicó esta planta.
elongata: epíteto latino que significa "alargada".